# Erik Hajas
Erik Hajas (16 settembre 1962) è un ex pallamanista svedese.